# Astra Sharma
Pour les articles homonymes, voir Smith.
Astra Sharma, née le 11 septembre 1995 à Singapour, est une joueuse de tennis australienne, professionnelle depuis 2017. À ce jour, elle a remporté deux titres en double et un titre en simple sur le circuit WTA.

## Biographie
Après avoir fait ses études aux États-Unis, Astra Sharma passe professionnelle en 2017. En 2018, elle s'impose sur le circuit ITF à Baton Rouge, Gatineau et Cairns.
Elle se distingue lors de l'Open d'Australie 2019, où, détentrice d'une invitation, elle se hisse en finale du double mixte avec John-Patrick Smith, après avoir écarté les têtes de série no 2 en demi-finale. Engagée en simple, elle parvient à s'extirper des qualifications après avoir battu la Russe Irina Khromacheva (5-7, 7-67, 7-610) puis écarte au premier tour sa compatriote Priscilla Hon (7-5, 4-6, 6-1), avant de s'incliner contre María Sákkari.
Le 14 avril 2019, Astra Sharma s'incline en finale du Claro Open Colsanitas de Bogota, dominée par l'Américaine Amanda Anisimova (4-6, 6-4, 6-2).
Le 18 avril 2021, elle remporte son premier titre sur le circuit WTA lors du Musc Health Open de Charleston, battant en finale la Tunisienne Ons Jabeur en trois sets (4-6, 6-4, 6-1).

## Palmarès

### Titre en simple dames
| No | Date       | Nom et lieu du tournoi       | Catégorie | Dotation  | Surface      | Finaliste  | Score         |          |
| -- | ---------- | ---------------------------- | --------- | --------- | ------------ | ---------- | ------------- | -------- |
| 1  | 12-04-2021 | Musc Health Open, Charleston | WTA 250   | 235 238 $ | Terre (ext.) | Ons Jabeur | 2-6, 7-5, 6-1 | Parcours |

### Finale en simple dames
| No | Date       | Nom et lieu du tournoi        | Catégorie | Dotation  | Surface      | Vainqueure       | Score         |          |
| -- | ---------- | ----------------------------- | --------- | --------- | ------------ | ---------------- | ------------- | -------- |
| 1  | 08-04-2019 | Claro Open Colsanitas, Bogota | Intern'l  | 226 750 $ | Terre (ext.) | Amanda Anisimova | 4-6, 6-4, 6-1 | Parcours |

### Titres en double dames
| No | Date       | Nom et lieu du tournoi       | Catégorie | Dotation  | Surface      | Partenaire      | Finalistes                      | Score            |          |
| -- | ---------- | ---------------------------- | --------- | --------- | ------------ | --------------- | ------------------------------- | ---------------- | -------- |
| 1  | 08-04-2019 | Claro Open Colsanitas Bogota | Intern'l  | 226 750 $ | Terre (ext.) | Zoe Hives       | Hayley Carter Ena Shibahara     | 6-1, 6-2         | Parcours |
| 2  | 08-03-2021 | Abierto Zapopan 2021 Zapopan | WTA 250   | 235 238 $ | Dur (ext.)   | Ellen Perez     | Desirae Krawczyk Giuliana Olmos | 6-4, 6-4         | Parcours |
| 3  | 04-04-2022 | Copa Colsanitas Bogota       | WTA 250   | 239 477 $ | Terre (ext.) | Aldila Sutjiadi | Emina Bektas Tara Moore         | 4-6, 6-4, [11-9] | Parcours |

### Finale en double dames
| No | Date       | Nom et lieu du tournoi         | Catégorie | Dotation  | Surface      | Vainqueures                   | Partenaire           | Score    |          |
| -- | ---------- | ------------------------------ | --------- | --------- | ------------ | ----------------------------- | -------------------- | -------- | -------- |
| 1  | 06-07-2021 | Hamburg European Open Hambourg | WTA 250   | 235 238 $ | Terre (ext.) | Jasmine Paolini Jil Teichmann | Rosalie van der Hoek | 6-0, 6-4 | Parcours |

### Titre en simple en WTA 125
| No | Date       | Nom et lieu du tournoi             | Catégorie | Dotation  | Surface      | Finaliste   | Score         |          |
| -- | ---------- | ---------------------------------- | --------- | --------- | ------------ | ----------- | ------------- | -------- |
| 1  | 11-09-2023 | Țiriac Foundation Trophy, Bucarest | WTA 125   | 115 000 $ | Terre (ext.) | Sara Errani | 0-6, 7-5, 6-2 | Parcours |

### Finale en double en WTA 125
| No | Date       | Nom et lieu du tournoi                  | Catégorie | Dotation  | Surface    | Partenaire                         | Finalistes    | Score    |          |
| -- | ---------- | --------------------------------------- | --------- | --------- | ---------- | ---------------------------------- | ------------- | -------- | -------- |
| 1  | 01-01-2024 | Workday Canberra International Canberra | WTA 125   | 115 000 $ | Dur (ext.) | Veronika Erjavec Darja Semeņistaja | Kaylah McPhee | 6-2, 6-4 | Parcours |

### Finale en double mixte
| No | Date       | Nom et lieu du tournoi    | Catégorie | Dotation  | Surface    | Vainqueures                   | Partenaire         | Score     |          |
| -- | ---------- | ------------------------- | --------- | --------- | ---------- | ----------------------------- | ------------------ | --------- | -------- |
| 1  | 18-01-2019 | Australian Open Melbourne | G. Chelem | 500 000 $ | Dur (ext.) | Barbora Krejčíková Rajeev Ram | John-Patrick Smith | 7-63, 6-1 | Parcours |

## Parcours en Grand Chelem

### En simple dames
| Année | Open d'Australie | Open d'Australie | Internationaux de France | Internationaux de France | Wimbledon       | Wimbledon         | US Open         | US Open            |
| ----- | ---------------- | ---------------- | ------------------------ | ------------------------ | --------------- | ----------------- | --------------- | ------------------ |
| 2019  | 2e tour (1/32)   | María Sákkari    | 1er tour (1/64)          | Shelby Rogers            | 1er tour (1/64) | Sofia Kenin       | 1er tour (1/64) | Magda Linette      |
| 2020  | 1er tour (1/64)  | Anett Kontaveit  | 1er tour (1/64)          | Ekaterina Alexandrova    | Annulé          | Annulé            | 1er tour (1/64) | Dayana Yastremska  |
| 2021  | 1er tour (1/64)  | Nao Hibino       | 2e tour (1/32)           | Ons Jabeur               | 1er tour (1/64) | Kristýna Plíšková | 1er tour (1/64) | Barbora Krejčíková |
| 2022  | 1er tour (1/64)  | Clara Tauson     | 1er tour (1/64)          | Varvara Gracheva         | 1er tour (1/64) | Tatjana Maria     | Q3              | Viktorija Golubic  |
| 2023  | Q2               | Simona Waltert   | —                        | —                        | —               | —                 | Q1              | Marina Melnikova   |
| 2024  | Q2               | Maria Timofeeva  | Q3                       | Olga Danilović           | Q1              | Varvara Lepchenko | Q2              | Ann Li             |
| 2025  | —                | —                | Q2                       | Leyre Romero Gormaz      | Q1              | Valentina Ryser   |                 |                    |

N.B. : à droite du résultat se trouve le nom de l'ultime adversaire.

### En double dames
| Année | Open d'Australie                                                                     | Open d'Australie                                                                    | Internationaux de France                                                              | Internationaux de France | Wimbledon                                                                               | Wimbledon | US Open | US Open |
| ----- | ------------------------------------------------------------------------------------ | ----------------------------------------------------------------------------------- | ------------------------------------------------------------------------------------- | ------------------------ | --------------------------------------------------------------------------------------- | --------- | ------- | ------- |
| 2018  | 1er tour (1/32) B. Woolcock \|\| style="text-align:left;" \| R. Atawo A.L. Grönefeld | —                                                                                   | —                                                                                     | —                        | —                                                                                       | —         | —       |         |
| 2019  | 1er tour (1/32) I. Wallace \|\| style="text-align:left;" \| J. Brady A. Riske        | 1er tour (1/32) L. Stefani \|\| style="text-align:left;" \| M. Puig S. Rogers       | 2e tour (1/16) A. Rosolska \|\| style="text-align:left;" \| A.L. Grönefeld D. Schuurs | —                        | —                                                                                       |           |         |         |
| 2020  | 1er tour (1/32) J. Moore \|\| style="text-align:left;" \| A. Barty J. Görges         | 1er tour (1/32) M. Sanchez \|\| style="text-align:left;" \| Hsieh S.-w. B. Strýcová | Annulé                                                                                | Annulé                   | —                                                                                       | —         |         |         |
| 2021  | 1er tour (1/32) D. Aiava \|\| style="text-align:left;" \| Hsieh S.-w. B. Strýcová    | 1er tour (1/32) H. Carter \|\| style="text-align:left;" \| V. Heisen K. Peschke     | —                                                                                     | —                        | 1er tour (1/32) H. Carter \|\| style="text-align:left;" \| T. Martincová M. Vondroušová |           |         |         |
| 2022  | —                                                                                    | —                                                                                   | —                                                                                     | —                        | 1er tour (1/32) E. Eikeri \|\| style="text-align:left;" \| A. Riske C. Vandeweghe       | —         | —       |         |
| 2023  | 1er tour (1/32) J. Fourlis \|\| style="text-align:left;" \| C. Liu S. Santamaria     | —                                                                                   | —                                                                                     | —                        | —                                                                                       | —         | —       |         |
| 2024  | 1er tour (1/32) K. McPhee \|\| style="text-align:left;" \| T. Preston A. Rodionova   | —                                                                                   | —                                                                                     | —                        | —                                                                                       | —         | —       |         |
| 2025  | Q2                                                                                   | Oksana Selekhmeteva                                                                 |                                                                                       |                          |                                                                                         |           |         |         |

N.B. : le nom de la partenaire se trouve sous le résultat ; les noms des ultimes adversaires se trouvent à droite.

### En double mixte
| Année | Open d'Australie                                                      | Open d'Australie     | Internationaux de France | Internationaux de France | Wimbledon | Wimbledon | US Open | US Open |
| ----- | --------------------------------------------------------------------- | -------------------- | ------------------------ | ------------------------ | --------- | --------- | ------- | ------- |
| 2019  | Finale J.P. Smith                                                     | B. Krejčíková R. Ram | —                        | —                        | —         | —         | —       | —       |
| 2020  | 1/2 finale Smith \|\| style="text-align:left;" \| Mattek-Sands Murray | Annulé               | Annulé                   | Annulé                   | Annulé    | Annulé    | Annulé  |         |
| 2021  | 1er tour (1/16) Smith \|\| style="text-align:left;" \| Świątek Kubot  | —                    | —                        | —                        | —         | —         | —       |         |

N.B. : le nom du partenaire se trouve sous le résultat ; les noms des ultimes adversaires se trouvent à droite.

## Parcours en «Premier» et WTA 1000
Les tournois WTA « Premier Mandatory » et « Premier 5 » (entre 2009 et 2020) et WTA 1000 (à partir de 2021) constituent les catégories d'épreuves les plus prestigieuses, après les quatre levées du Grand Chelem. 

De 2009 à 2023, les tournois Premier Mandatory (dits tournois WTA 1000 obligatoires entre 2021 et 2023) regroupent Indian Wells, Miami, Madrid et Pékin, les autres constituant les tournois Premier 5 (tournois WTA 1000 non-obligatoires). À partir de 2024, le nombre de tournois WTA 1000 passe à 10 par saison (fin de l’alternance Doha / Dubaï), ces derniers devenant tous obligatoires et offrant tous 1000 points à la vainqueure (contre 900 points précédemment pour les tournois Premier 5).

### En simple dames
| Année |       |                |                |                             |                          |        |            |       |                              |                 |  |        |
| Doha  | Dubaï | Indian Wells   | Miami          | Madrid                      | Rome                     | Canada | Cincinnati | Pékin |                              | Wuhan           |  |        |
| Doha  | Dubaï | Indian Wells   | Miami          | Madrid                      | Rome                     | Canada | Cincinnati | Pékin | Guadalajara                  |                 |  |        |
| Doha  | Dubaï | Indian Wells   | Miami          | Madrid                      | Rome                     | Canada | Cincinnati | Pékin |                              |                 |  |        |
| 2019  |       | Hors catégorie |                |                             |                          |        |            |       | 1er tour (1/32) A. Sasnovich |                 |  |        |
|       |       |                |                |                             |                          |        |            |       |                              |                 |  |        |
| 2021  |       | Hors catégorie |                | 2e tour (1/32) D. Kasatkina |                          |        |            |       |                              | Annulé          |  | Annulé |
| 2022  |       |                | Hors catégorie | 2e tour (1/32) V. Azarenka  | 1re tour (1/64) N. Osaka |        |            |       |                              | Hors calendrier |  |        |

Sous le résultat, l’ultime adversaire.
1. 1 2   Les tournois de Doha et Dubaï alternent le statut de tournoi WTA 1000 (ex Premier 5) entre 2009 et 2023 : les trois premières éditions ont lieu à Dubaï, les trois suivantes à Doha, puis Dubaï accueille le tournoi de cette catégorie les années impaires et Dubaï les années paires. De 2011 à 2023, la ville qui n’accueille pas de WTA 1000 organise à la place un tournoi WTA 500 (ex Premier).
2. 1 2 3 4 5 6 7   L’ordre de déroulement des tournois a évolué depuis 2009 : Rome se dispute avant Madrid et Cincinnati avant Montréal/Toronto jusqu’en 2010, tandis que Tokyo/Wuhan/Guadalajara ont lieu avant Pékin jusqu’en 2023.
3. 1 2  Du fait de la pandémie de Covid-19, les tournois d’Indian Wells, de Miami, de Madrid, du Canada, de Wuhan et de Pékin sont annulés en 2020. Ces deux derniers le sont également en 2021. Pour des raisons d’organisation, le tournoi de Cincinnati 2020 a exceptionnellement lieu à Flushing Meadows à New York.
4. ↑  Le 1er décembre 2021, le président de la WTA, Steve Simon, annonce que tous les tournois prévus en Chine et à Hong Kong sont suspendus à partir de 2022, en raison de préoccupations concernant la sécurité et le bien-être de la joueuse de tennis chinoise Peng Shuai après ses allégations de relations sexuelles non-consenties avec Zhang Gaoli, membre de haut rang du Parti communiste chinois. Le tournoi de Pékin revient en 2023. Le tournoi de Guadalajara remplace celui de Wuhan pendant deux ans, ce dernier réapparaissant en 2024.

## Classements WTA en fin de saison
| Année          | 2015 | 2016 | 2017 | 2018 | 2019 | 2020 | 2021 | 2022 | 2023 | 2024 |
| Rang en simple | 787  | 974  | 440  | 225  | 109  | 128  | 96   | 231  | 120  | 249  |
| Rang en double | –    | 819  | 571  | 327  | 135  | 109  | 107  | 117  | 204  | 403  |

Source : (en) Classements de Astra Sharma sur le site officiel de la Fédération internationale de tennis